# 明珠台電視劇集列表
本條目列出所有曾於無綫電視明珠台播出的電視劇集。